# Sofia Carson
Sofia Carson, właśc. Sofía Daccarett Char (ur. 10 kwietnia 1993) – amerykańska piosenkarka, aktorka i autorka tekstów.

## Życiorys
Carson urodziła się w Fort Lauderdale, jej rodzice to José F. Daccarett i Laura Char Carson, którzy przenieśli się z Kolumbii. W życiu zawodowym korzysta z nazwiska Carson, które było nazwiskiem jej babci od strony matki, Lauraine Carson.
Absolwentka Carrollton School of the Sacred Heart w Miami. Następnie studiowała komunikację i język francuski na uniwersytecie UCLA.

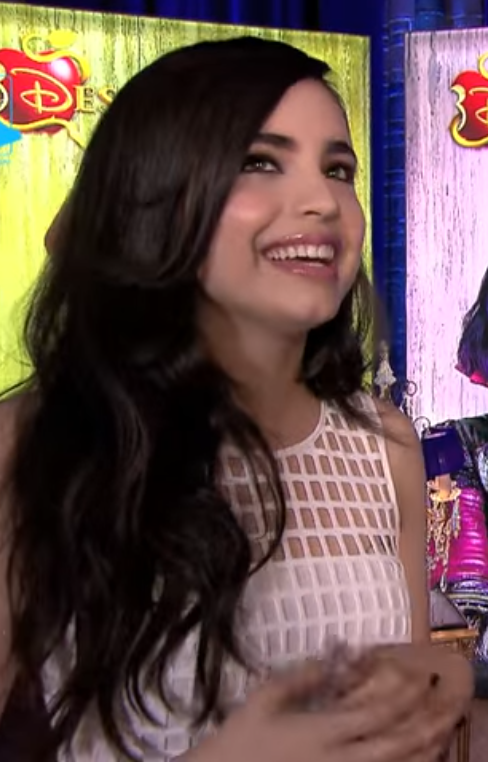
Sofia Carson (2014)

## Kariera
W 2012 Carson podpisała kontrakt z BMI jako piosenkarka i autorka tekstów. 
W 2014 zagrała Chelsea w serialu Disney Channel, Austin & Ally. Kilka miesięcy później Carson zagrała  Soleil w Faking It. 
W 2014 wygrała casting na rolę Evie, córkę złej królowej z Królewny Śnieżki w filmie Disneya Następcy. Zagrała w trzech częściach tego filmu.
9 stycznia 2015 wzięła udział w castingu na jedną z głównych ról filmu Nianie w akcji. Film zaczął być kręcony w 2015, na początku 2016 miał swoją telewizyjną premierę. 
W marcu 2016 Hollywood Reporter poinformował Carson, że wygrała rolę w nowej odsłonie Historii Kopciuszka, napisanej przez Michelle Johnstona i produkowanej przez Dylan Sellersa, która miała być wydana na DVD. 
Grała także Melanie Sanchez w Tini: Nowe życie Violetty.
W sierpniu 2015 Carson zaczęła pracę nad pierwszym albumem. 1 września 2015 została dodana na listę artystów Hollywood Records. Wcześniej niektóre kanały z Disney Channel Europe poinformowały o włączeniu Sofii do ich list artystów. W marcu 2016 Hollywood Records i Republic Records już oficjalnie ogłosiły, że Sofia została wpisana do Międzynarodowej Bazy Artystów. Jej pierwszy singiel „Love Is the Name”, interpretacja przeboju „Live Is Life”, został wydany 8 kwietnia. Carson wydała drugą piosenkę 26 sierpnia 2016 o nazwie „I'm Gonna Love You”.
Sofia jest także znana z Parady NBC w 2015, świątecznej edycji parków Disneya i jako prezenterka The Wonderful World of Disney: Disneyland 60.

## Filmografia
| Rok  | Tytuł                        | Rola            | Uwagi          |
| ---- | ---------------------------- | --------------- | -------------- |
| 2016 | Tini: Nowe życie Violetty    | Melanie         |                |
| 2016 | Historia Kopciuszka          | Tessa/Bella     | film DVD       |
| 2020 | Poczujcie rytm               | April           |                |
| 2020 | Songbird. Rozdzieleni        | Sara            |                |
| 2022 | Purpurowe serca              | Cassie Salazar  | film Netfliksa |
| 2024 | Kontrola bezpieczeństwa      | Nora Parisi     |                |
| 2025 | The Life List (Lista Marzeń) | Alex            | film Netfliksa |
| 2025 | Miłość w Oksfordzie          | Anna de la Vega | film Netfliksa |

| Rok     | Tytuł                               | Rola        | Uwagi                         |
| ------- | ----------------------------------- | ----------- | ----------------------------- |
| 2014    | Austin i Ally                       | Chelsea     | 1 odcinek                     |
| 2014    | Faking It                           | Soleil      | 2 odcinki                     |
| 2015    | Następcy                            | Evie        | główna rola                   |
| od 2015 | Następcy: Świat Potępionych         | Evie        | Głos                          |
| 2016    | Soy Luna                            | Samą siebie | 2 odcinki                     |
| 2016    | Nianie w akcji                      | Lola Perez  | Rola główna                   |
| 2017    | Następcy 2                          | Evie        | Disney Channel Original Movie |
| 2019    | Słodkie Kłamstewka: Prefekcjonistki | Ava Jalali  | Rola główna                   |
| 2019    | Następcy 3                          | Evie        | Rola główna                   |

## Kariera

### Albumy
| Tytuł               | Detale Albumu                                                                 | Pozycja na liście przebojów | Pozycja na liście przebojów | Pozycja na liście przebojów | Pozycja na liście przebojów | Pozycja na liście przebojów | Pozycja na liście przebojów | Pozycja na liście przebojów | Pozycja na liście przebojów | Pozycja na liście przebojów |
| Tytuł               | Detale Albumu                                                                 | US                          | US OST                      | AUS                         | BEL                         | FRA                         | GER                         | ITA                         | NL                          | SPA                         |
| ------------------- | ----------------------------------------------------------------------------- | --------------------------- | --------------------------- | --------------------------- | --------------------------- | --------------------------- | --------------------------- | --------------------------- | --------------------------- | --------------------------- |
| Następcy            | - Wydany: 31 lipca 2015 - Formaty: CD, cyfrowy - Wydawca: Walt Disney Records | 1                           | 1                           | 57                          | 178                         | 102                         | 50                          | 19                          | 50                          | 36                          |
| Historia Kopciuszka | - Wydany: 2 sierpnia 2016 - Formaty: CD, cyfrowy - Wydawca: WaterTower Music  | —                           | —                           | —                           | —                           | —                           | —                           | —                           | —                           | —                           |

### Single
| Tytuł                | Rok  | Pozycja na liście przebojów | Pozycja na liście przebojów | Pozycja na liście przebojów | Pozycja na liście przebojów | Album    |
| Tytuł                | Rok  | US                          | Latin Pop Airplay           | Latin Tropical Airplay Trop | POL                         | Album    |
| -------------------- | ---- | --------------------------- | --------------------------- | --------------------------- | --------------------------- | -------- |
| „Rotten to the Core" | 2015 | —                           | —                           | —                           | —                           | Następcy |
| „Love Is the Name”   | 2016 | —                           | 36                          | 32                          | 22                          | TBA      |
| „I'm Gonna Love You” | 2016 | —                           | —                           | —                           | —                           | TBA      |
| „Back to Beautiful”  | 2017 | —                           | —                           | —                           | —                           | TBA      |

### Inne nagrodzone piosenki
| Tytuł                                   | Rok  | Pozycja na liście przebojów | Pozycja na liście przebojów | Album    |
| Tytuł                                   | Rok  | US                          | CAN                         | Album    |
| --------------------------------------- | ---- | --------------------------- | --------------------------- | -------- |
| „Rotten to the Core” (z filmu Następcy) | 2015 | 38                          | 66                          | Następcy |
| „Set It Off” (z filmy Następcy)         | 2015 | —                           | —                           | Następcy |

### Inne piosenki
| Tytuł                 | Rok  | Inny artysta                                   | Album                                                        |
| --------------------- | ---- | ---------------------------------------------- | ------------------------------------------------------------ |
| Sueña                 | 2015 |                                                | Kochamy Disney                                               |
| „Good is the New Bad" | 2015 | Dove Cameron i China Anne McClain              | Następcy                                                     |
| „Wildside"            | 2016 | Sabrina Carpenter                              | Twoje ulubione 100 piosenek z Disney Channel Original Movies |
| „I'm Your Girl"       | 2016 | Dove Cameron                                   |                                                              |
| „Rather Be With You"  | 2016 | Dove Cameron, Lauryn McClain, i Brenna D'Amico |                                                              |
| „Jolly to the Core”   | 2016 | Dove Cameron, Cameron Boyce i Booboo Stewart   | Disney Channel Hity Wakacji                                  |

## Nagrody i nominacje
| Rok  | Nagroda            | Kategoria               | Wkład  | Rezultaty |
| ---- | ------------------ | ----------------------- | ------ | --------- |
| 2016 | Premios Juventud   | Producenci Choice Award | Własny | Nominacja |
| 2016 | Teen Choice Awards | Muzyka: Kolejny Przebój | Własny | Nominacja |